# George Temperley
Pour les articles homonymes, voir Temperley.
George Temperley, né le 10 octobre 1823 à Newcastle upon Tyne, Angleterre, au Royaume-Uni et mort le 25 juin 1900 à Buenos Aires, en Argentine, également connu sous le nom de Jorge Temperley est un homme d'affaires anglo-argentin, fondateur de la localité argentine de Temperley.

## Biographie
Il est né le 10 octobre 1823 dans la ville de Newcastle, située dans le nord-est de l'Angleterre. En 1838, il a émigré en Argentine, où il a d'abord travaillé dans un magasin alimentaire. En 1847, il était engagé dans l'exportation de laine et de fruits et dans l'importation de vêtements.
Il a épousé Charlotte Knight, également britannique, le 17 février 1846 dans la cathédrale anglicane de Saint-Jean-Baptiste, et s'est remarié en 1851 avec Carolyn Knight, sœur de sa première épouse, par rite catholique dans l'église de Saint-Pierre-Telmo. La cérémonie de son second mariage a été célébrée par Anthony Dominic Fahy, alors aumônier général des Irlandais en Argentine.
Au cours de ses premières années dans le Río de la Plata, il devient propriétaire d'une fonderie de métaux, l'un des plus grands établissements de Buenos Aires à l'époque. En 1866, il est, avec son compatriote Richard Black Newton, l'un des membres fondateurs de la Sociedad Rural Argentina. En 1872, il participe à la construction de l'église anglicane Santísima Trinidad, située à Lomas de Zamora,.
Le 1er février 1893, la ville qui porte aujourd'hui son nom, l'une des plus importantes du sud du Grand Buenos Aires, est officiellement fondée. Le terrain où la ville a été initialement construite, un terrain de 51 hectares délimité par les rues Almirante Brown, Dorrego, Juncal-Lavalle et Perón, avait été acheté par Temperley aux frères Marenco. En 1870, il trace ces terres en vue de la création d'une nouvelle ville. En guise d'incitation, il assure qu'il fera don de briques aux acheteurs et qu'il construira une gare, qu'il inaugurera finalement en 1871. En 1877, le président Nicolás Avellaneda achète des lots qui faisaient à l'origine partie du centre du domaine.
Il est décédé le 25 juin 1900 à Buenos Aires. Ses restes sont enterrés dans le cimetière de Recoleta.